# General Alvear (Entre Ríos)
General Alvear é uma junta de governo da província de Entre Ríos, na Argentina.